# Калверт (округ)
Округ Ка́лверт (англ. Calvert County) — округ в южной части штата Мэриленд. Административный центр округа (county seat) — город Принс-Фредерик. Округ Калверт граничит с округом Анн-Арандел на севере, округом Принс-Джорджес на северо-западе, эстуарием реки Патаксент на юге и Чесапикским заливом на востоке. В 2000, в округе проживало 74 563 человека. Округ назван в честь семьи Калвертов, сыгравшей важнейшую роль в колонизации Мэриленда.
В округе, в тауншипе Ласби, расположена АЭС Калверт Клифс.

## Климат
Климат в этой области характеризуется жарким влажным летом и, как правило, мягкой или прохладной зимой. Согласно системе классификации климата Кёппена, в округе Калверт влажный субтропический климат, сокращенно обозначаемый «Cfa» на климатических картах.